# Родители строгого режима
«Родители строгого режима» — российский трагикомедийный фильм Никиты Владимирова. В главных ролях: Алиса Фрейндлих, Александр Адабашьян и Евгений Ткачук. Выход в широкий прокат состоялся 14 апреля 2022 года.

## Сюжет
Фильм начинается с выступления журналистки, которая рассказывает, что мэр города Борис Литвин — коррупционер и взяточник. Это видео смотрит кассирша в магазине, в который пришли за продуктами пожилые родители мэра. Услышав, кем в действительности стал их 38-летний сын, родители стыдятся его и решают перевоспитать. Как раз в это время Борис приглашает родителей принять участие в съёмках предвыборного ролика о ремонте больницы (в которой на самом деле отремонтирован коридор). После съёмок родители приглашают сына подвезти его до мэрии. По дороге мать опаивает Бориса снотворным, подмешанным в морс.
На следующий день Борис просыпается запертый в своей комнате в родительском доме на замок за решётку без телефона. Родители говорят, что решили сами посадить сына под домашний арест, раз этого не могут сделать власти. Соседей нет, в округе никто не живёт, так что криков никто не услышит. Сначала Борис пытается сопротивляться, угрожает положить родителей в психиатрическую клинику. Когда Борис из-за решётки нападает на мать, отец применяет к нему электрошокер. Придя в сознание, Борис пытается протиснуться сквозь решётку и застревает. Отец открывает дверь, мать снимает с застрявшего Бориса штаны и первый раз в жизни порет его ремнём. Освободив голову из решётки, Борис берёт в заложники Гамлета — собаку родителей — и тут уже мать применяет к сыну электрошокер. Родители говорят, что будут держать сына взаперти, чтобы он не смог принять участие в выборах и вообще пока не исправится.
С этого дня Борис оказывается под домашним арестом. Как в местах лишения свободы, он ходит на прогулку по двору, пристёгнутый за ногу на цепь. Ходит и на работу — помогает отцу по хозяйству, по дому. Мать сама моет сына в ванне и читает ему вслух рассказ Николая Носова «Огурцы», где есть цитата: «Пусть лучше у меня совсем не будет сына, чем будет сын вор».
В мэрии, между тем, пытаются выяснить, где Борис, не объявляя его в официальный розыск, так как это означало бы снятие его кандидатуры с выборов. В этом не заинтересованы ни помощник мэра Миша, ни полиция, так как новый мэр может вскрыть коррупционные схемы Бориса, в которых задействована вся администрация и силовые структуры города. Полиция неофициально приходит в дом родителей Бориса, но не как к подозреваемым, а с целью расспросить, что они могут знать о его пропаже. Родители обманывают полицейских, что ничего не знают. В дом полиция не заходит, а криков Бориса не слышат, так как отец на полную громкость включил дома магнитофон. Позже к родителям приезжает и жена Бориса, но не потому что беспокоится о муже, а потому что узнала: Борис переписал всё имущество на родителей, чтоб не платить налоги. Сын Бориса также говорит по телефону с бабушкой и дедушкой, но тоже беспокоится не об отце, а о том, что теперь некому платить за его учёбу.
Домашний арест даёт результаты: Борис вспоминает детство, играет с матерью в настольную игру. Обсуждая ситуацию, Борис обвиняет родителей, что они воспитывали его в скромности и бедности и что мать пыталась через него реализовать свои же амбиции. Отец решает посоветоваться с онлайн-психологом по видеосвязи. К нему присоединяется мать, и разговор сначала как будто бы клеится, но потом психолог признаётся, что у неё самой нет детей, и мать обрывает сеанс.
В какой-то момент Борис сам вызывается наколоть родителям дрова. Обрадованные родители теряют бдительность, и Борис перерубает топором цепь на ноге. Он возвращается в дом за телефоном, но мать успевает утопить телефон в кастрюле с супом и не отдаёт Борису ключи от автомобиля. Тогда Борис просто сбегает из-под ареста. Пожилые родители не могут его догнать, и мать стреляет сыну в ногу из ружья солью. Вернув Бориса домой, родители залечивают сыну рану. Во время перевязки Борис обвиняет мать в том, что она с самой молодости подмяла под себя всю семью: и отца, и сына. Борис даёт понять родителям, что ему не стыдно за свои поступки и что виноватыми в своём дурном воспитании он считает родителей. Родители также не признают вину, окончательно ссорятся с сыном и снова запирают его, привязав вместо разрубленной цепи за собачий поводок.
Утром мать приходит к Борису и видит его висящим на поводке, намотанном на шею. От увиденного она теряет сознание. Борис, который симулировал удушение, чтобы проучить родителей, открывает глаза и зовёт отца. Вдвоём на своей машине они везут мать в ближайшую клинику, но там нет ни лекарств, ни оборудования, чтобы её вылечить. В отчаянии Борис требует везти мать на вертолёте в Москву. У него есть возможность и ресурсы вызвать вертолёт, но доктор говорит, что пациентка нетранспортабельна. Отец слышит этот разговор, молча встаёт и уходит по больничному коридору в сторону окна — на свет… Родители умерли.
В завершающей сцене Борис сидит в своём кабинете. Помощник заводит подрядчиков строительства, которые принесли Литвину взятку за выигрыш тендера и просят подписать документы. Но Борис не отвечает и продолжает смотреть в одну точку. У его ног сидит Гамлет, собака родителей.

## В ролях
| Актёр               | Роль                                                |
| ------------------- | --------------------------------------------------- |
| Алиса Фрейндлих     | Вера Николаевна Литвина, мать Бориса                |
| Александр Адабашьян | Валентин Александрович Литвин, отец Бориса          |
| Евгений Ткачук      | Борис Валентинович Литвин, мэр города, сын Литвиных |
| Ольга Медынич       | Светлана Литвина, жена Бориса                       |
| Игорь Хрипунов      | Михаил, заместитель Литвина                         |
| Владимир Сычёв      | Владимир, начальник ГУВД, полковник полиции         |
| Валерия Федорович   | Надежда Зайкина, психолог                           |
| Елена Руфанова      | главный врач                                        |
| Анна Алексахина     | министр культуры                                    |
| Александр Безруков  | хирург                                              |
| Татьяна Полякова    | продавщица                                          |